# USS Suwannee (CVE-27)
Авіаносець «Суоні» (англ. USS Suwannee (CVE-27)) — ескортний авіаносець США часів Другої світової війни типу «Сенгамон».
Це був четвертий корабель у ВМС США з такою назвою.

## Історія створення

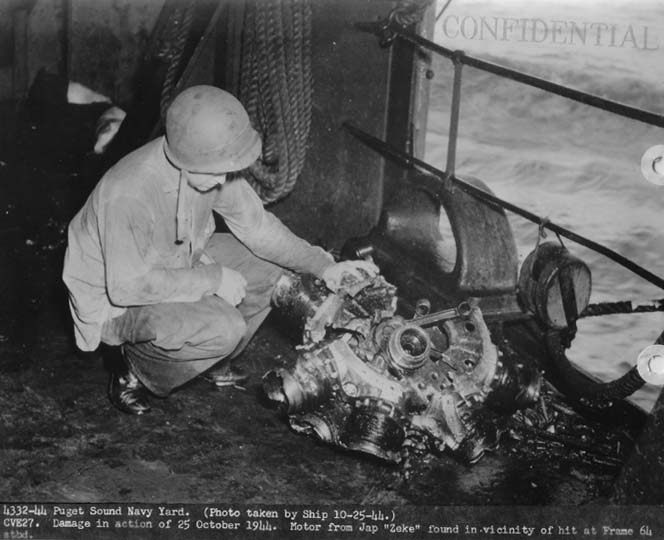
Рештки літака-камікадзе, що врізався в «Суоні», 25 жовтня 1944 року

Авіаносець «Сенгамон», побудований як танкер Markay, був куплений ВМС США 26 червня 1941 року, перейменований в «Суоні» і 9 липня 1941 року зарахований до складу флоту як ескадрений танкер (індекс АО-33). 14 лютого 1942 року було прийняте рішення про переобладнання корабля в авіаносець. Роботи проводились на верфі Newport News Shipbuilding. 24 вересня 1942 року корабель вступив у стрій як авіаносець.

## Історія служби
Після переобладнання авіаносець був відправлений в Атлантичний океан, де в листопаді 1942 року брав участь в операції «Смолоскип», прикриваючи висадку десанту поблизу Федала.
У грудні 1942 року «Суоні» був переведений на Тихий океан, де забезпечував доставку підкріплень на Гуадалканал (січень 1943 року).
Авіаносець брав участь у десантних операціях на Острови Гілберта (листопад-грудень 1943 року), Маршаллові Острови (січень-лютий 1944 року), в районі Холландія (о. Нова Гвінея, квітень 1944 року), Маріанські острови (червень-липень 1944 року). 19 червня 1944 року літаки авіаносця потопили японський підводний човен I-184.
«Суоні» забезпечував висадку десанту на о. Моротай (вересень 1944 року) та Лейте (19—25.10.1944 року).
25 жовтня 1944 року, під час битви в затоці Лейте корабель був пошкоджений камікадзе. Літак та його бомба вибухнули над ангарною палубою в районі носового ліфта (71 людина загинула, 82 поранено).
26 жовтня авіаносець знову був пошкоджений влучанням камікадзе. Пожежа знищила 10 літаків, 143 людини загинуло, 102 поранено. Проте попри втрати (440 осіб з 1100 в екіпажі) авіаносець і далі діяв до кінця битви, після чого був відправлений на ремонт у США.
Після ремонту авіаносець забезпечував висадку десанту на Окінаву (27 березня — 20 червня 1945 року), завдавав ударів по аеродромах камікадзе на островах Сакісіма.
24 травня 1945 року корабель був легко пошкоджений внутрішнім вибухом.
Далі «Суоні» підтримував десанти на о. Борнео (26 червня — 6 липня 1945 року).
28 жовтня 1946 року авіаносець був виведений в резерв.
12 червня 1955 року «Суоні» був перекласифікований в ескортний вертольотоносець CVHE-29. 1 березня 1959 року виключений зі списків флоту, проданий на злам та розібраний у 1962 році.